# ジョン・ホイト
ジョン・ホイト（John Hoyt,  1905年10月5日 - 1991年9月15日）は、アメリカ合衆国の俳優である。

## 来歴
1905年、ニューヨーク州のブロンクスヴィルに生まれる。父親は銀行員で、コネチカット州の高校を経てイェール大学を卒業した。1931年にブロードウェイ舞台で俳優デビューを果たし、1933年にはオーソン・ウェルズとジョン・ハウスマンが主宰のマーキュリー劇団へも参加した。その後も、様々な演目の舞台へ出演し、役者としてのキャリアを構築。
舞台活動を経て、活動の拠点をハリウッドへ移し、1946年に『O.S.S. （原題）』で映画デビューを果たした。デビュー後は、コンスタントに出演作を増やし1950年代、1960年代にかけ、『スパルタカス』や『クレオパトラ』などの文芸作品からロジャー・コーマン監督の『X線の眼を持つ男』などの軽妙なSF映画に至るまで数多くのジャンルの映画やテレビドラマへ出演している。

### 死去
1991年、9月15日に肺癌のため死去。85歳だった。

## 主な出演作品

### 映画
- O.S.S (1946)
- 私の愛したブルネット My Favorite Brunette (1947)
- 真昼の暴動 Brute Force (1947)
- To the Ends of the Earth (1948)
- 幸福への招待状 Winter Meeting (1948)
- 賄賂 The Bribe (1949)
- 私も貴方も Everybody Does It (1949)
- 愛の十字路 The Company She Keeps (1951)
- ケベック独立攻防戦 Quebec (1951)
- 燃える大陸 Lost Continent (1951)
- 砂漠の鬼将軍 The Desert Fox: The Story of Rommel (1951)
- 地球最後の日 When Worlds Collide (1951)
- アンドロクレスと獅子 Androcles and the Lion (1952)
- 黒い城 The Black Castle (1952)
- ジュリアス・シーザー Julius Caesar (1953)
- 邪教の王妃 Sins of Jezebel (1953)
- 豪傑カサノヴァ Casanova's Big Night (1954)
- 皇太子の初恋 The Student Prince (1954)
- デジレ Désirée (1954)
- 暴力団 The Big Combo (1955)
- 暴力教室 Blackboard Jungle (1955)
- ムーンフリート Moonfleet (1955)
- 夢去りぬ The Girl in the Red Velvet Swing (1955)
- 征服者 The Conqueror (1956)
- 大襲撃 Mohawk (1956)
- 殺し屋ネルソン Baby Face Nelson (1957)
- 人間人形の逆襲 Attack of the Puppet People (1958)
- Curse of the Undead (1959)
- 戦雲 Never So Few (1959)
- スパルタカス Spartacus (1960)
- 陽動作戦 Merrill's Marauders (1962)
- クレオパトラ Cleopatra (1963)
- X線の眼を持つ男 X (1963)
- タイム・トラベラーズ The Time Travelers (1964)
- ギロチンの二人 Two on a Guillotine (1965)
- ギャング王デリンジャー Young Dillinger (1965)
- 虐殺部隊 Operation C.I.A. (1965)
- ガンポイント Gunpoint (1966)
- 砦の29人 Duel at Diablo (1966)
- 荒野の侵略者 The Intruders (1970)
- フレッシュ・ゴードン Space Wars Flesh Gordon (1974)
- グレート・チェイサー A Great Ride (1979)
- マドンナのスーザンを探して Desperately Seeking Susan (1985)

### テレビドラマ
- Racket Squad (1951)
- Cavalcade of America (1952, 1955)
- 予期せぬ出来事 The Unexpected (1952)
- Letter to Loretta (1954)
- ローン・レンジャー The Lone Ranger (1954)
- 名犬リンチンチン（英語版） The Adventures of Rin Tin Tin (1954, 1955)
- クリマックス! Climax! (1955)
- マチネー・シアター Matinee Theatre (1955, 1958)
- ジェネラル・エレクトリック・シアター General Electric Theater (1956, 1957)
- スタジオ57 Studio 57 (1957)
- ガンスモーク Gunsmoke (1957, 1960)
- スタジオ・ワン Studio One (1958)
- 私立探偵マイク・ハマー Mike Hammer (1958)
- ペリー・メイスン Perry Mason (1958, 1961, 1963, 1964)
- 影なき男 The Thin Man (1958)
- 幌馬車隊 Wagon Train  (1958, 1961, 1964)
- シカゴ特捜隊M M Squad (1958)
- プレイハウス90 Playhouse 90 (1958 - 1960)
- ビーバーちゃん Leave It to Beaver (1958, 1960)
- 怪傑ゾロ Zorro (1959)
- ザ・ミリオネア The Millionaire (1959)
- ピーター・ガン Peter Gunn (1959)
- ララミー牧場 Laramie (1959, 1963)
- ライフルマン The Rifleman (1959, 1960)
- ジョニー・スタッカート (1959)
- アンタッチャブル The Untouchables (1959, 1961)
- ローハイド Rawhide (1960)
- チェックメイト Checkmate (1960)
- ミステリーゾーン Twilight Zone (1960, 1961)
- ヒッチコック劇場 Alfred Hitchcock Presents (1961)
- マーベリック Maverick (1961)
- ボナンザ Bonanza (1962, 1965)
- バージニアン The Virginian (1963 - 1970)
- Dr.キルデア Dr. Kildare (1964)
- アウター・リミッツ The Outer Limits (1964)
- アルフレッド・ヒッチコック・アワー The Alfred Hitchcock Hour (1964)
- 原子力潜水艦シービュー号 Voyage to the Bottom of the Sea (1964)
- マンスターズ The Munsters (1964, 1965)
- バークにまかせろ Burke's Law (1965)
- アイ・スパイ I Spy (1965)
- 0011ナポレオン・ソロ The Man from U.N.C.L.E. (1965, 1967)
- じゃじゃ馬億万長者 The Beverly Hillbillies (1965)
- それ行けスマート Get Smart (1965, 1968)
- バークレー牧場 The Big Valley (1966)
- ラレド Laredo (1966)
- 0088/ワイルド・ウエスト The Wild Wild West (1966, 1969)
- 西部の王者ダニエル・ブーン Daniel Boone (1966)
- 拳銃とペチコート Pistols 'n' Petticoats (1966)
- アイアンホース Iron Horse (1966, 1967)
- 0012/捕虜収容所 Hogan's Heroes (1967 - 1971)
- タイム・トンネル The Time Tunnel (1967)
- スパイのライセンス It Takes a Thief (1968)
- 弁護士ジャッド Judd for the Defense (1969)
- 二匹の流れ者 The Outcasts (1969)
- いたずら天使 The Flying Nun (1970)
- ペイトンプレイス物語 Return to Peyton Place (1972)
- 名探偵バナチェック Banacek (1973)
- 猿の惑星 Planet of the Apes (1974)
- 事件記者コルチャック Kolchak: The Night Stalker (1975)
- 600万ドルの男 The Six Million Dollar Man (1977)
- ライネマン・スパイ作戦 The Rhinemann Exchange (1977)
- 女刑事ペパー Police Woman (1978)
- 新・天地創造 Greatest Heroes of the Bible (1978)
- 宇宙空母ギャラクティカ Battlestar Galactica (1979)
- Gimme a Break! (1982 - 1987)
- スタートレック Star Trek (1986)